# Ванга-вузькодзьоб пустельна
Ванга-вузькодзьоб пустельна (Xenopirostris xenopirostris) — вид горобцеподібних птахів родини вангових (Vangidae). Вид є ендеміком Мадагаскару.

## Поширення
Вид поширений на півдні острова. Природним біотопом проживання є первинний тропічний дощовий ліс або прибережні зарості чагарників.

## Опис
Тіло сягає 24 см завдовжки. Голова та крила чорного кольору. Спина, горло та черево білого забарвлення. Хвіст широкий, сіро-коричневого забарвлення. Яскравий блакитний дзьоб — тонкий, призначений для полювання на комах.

## Спосіб життя
Зазвичай, мешкають парами, інколи невеликими групами. Полюють на комах та дрібних хребетних серед чагарників або шукають їх у корі старих дерев.